# Агарки (Минский район)
Агарки (бел. Ага́ркі) — деревня в Минском районе Минской области Республики Беларусь. В составе Лошанского сельсовета.

## География
Расположена на северо-западе от столицы Беларуси по трассе на Радошковичи в 39 км от центра Минска.
Пролегает дорога Н8947.

## История
В 1905 году в Радошковской волости Вилейского уезда Виленской губернии.
Во времена Великой Отечественной войны, в 1943 году 25 марта деревня была сожжена немецкими захватчиками. Жители села были расстреляны, кто-то смог бежать, а 25 человек, в том числе и детей, согнали в деревянный небольшой дом в центре деревни и сожгли заживо. Агарки — одна из полностью уничтоженных деревень Беларуси во время Великой Отечественной войны. Восстановление и возрождение села началось только в послевоенное время.
В советские времена на месте произошедших во время войны трагических событий был возведен памятник погибшим жителям деревни. Мемориальные плиты с надписями и стела до недавнего времени находились именно в том месте, где стоял дом с сожженными людьми, но из-за природных условий и реконструкции мемориал позже был перенесен от места захоронения в начало деревни.
До 2013 года деревня входила в состав Роговского сельсовета, с 28 июня 2013 года — в составе Лошанского сельсовета.

## Население

### Численность
- 2021 год — 39 жителей

### Динамика
- 1999 год — 22 жителя (перепись населения)
- 2009 год — 14 жителей (перепись населения)[2]

## Достопримечательность

### Памятник, скульптура
- Памятник погибшим жителям деревни